# Tendaguru
Der Tendaguru ist ein Hügel in der Gemeinde Mipingo, ca. 60 km nordwestlich der Stadt Lindi im Südosten des ostafrikanischen Staates Tansania und eine weltbekannte Lagerstätte für Dinosaurierfossilien aus dem Oberjura.

## Geschichte der Ausgrabungen und ihrer Erforschung

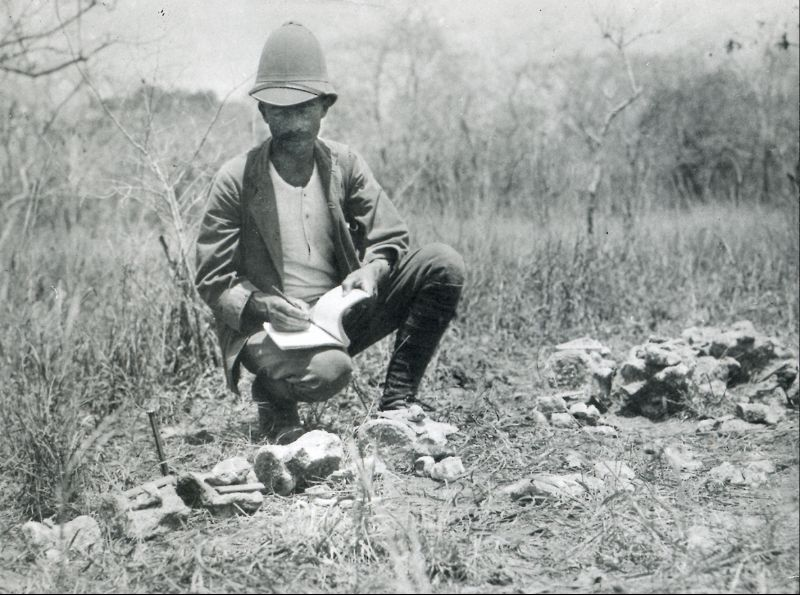
Werner Janensch am Tendaguru. Seine Bildunterschrift lautet: „Ego [Ich] beim Eintragen ins Fundbuch“.

Im Jahr 1906 stieß der deutsche Apotheker und Bergbauingenieur Bernhard Wilhelm Sattler bei Prospektionsarbeiten südlich des Mbemkure-Flusses auf mehrere riesige Wirbel- und Gliedmaßenknochen, die am Fuß des später „Tendaguru“ genannten Hügels aus dem Boden herauswitterten.
Sattler meldete seinen Fund der Kommission für die landeskundliche Erforschung der deutschen Schutzgebiete, deren Vorsitz damals der Leipziger Afrikaforscher Hans Meyer innehatte. Meyer gab die Nachricht umgehend an den auf Afrikareise befindlichen Stuttgarter Paläontologen Eberhard Fraas weiter und drängte ihn, den Fundort rasch aufzusuchen.  Fraas traf Anfang 1907 am Tendaguru ein und barg zusammen mit Sattler die ersten beiden, wenn auch unvollständigen Dinosaurierskelette – der Auftakt zur wissenschaftlichen Erforschung der Fundstelle.
In den Jahren 1909–1913 fand unter der Leitung von Werner Janensch eine deutsche Expedition und Grabung im Auftrag des Berliner Museums für Naturkunde statt. Sie wird als die erfolgreichste Dinosauriergrabung der Geschichte gewertet. 250 Tonnen fossilisierte Dinosaurierknochen wurden nach Berlin transportiert. 
Aus den Fossilien mehrerer Exemplare konnte der größte Teil des Skeletts eines Giraffatitan brancai (lange als Brachiosaurus  brancai bezeichnet) rekonstruiert werden. Laut einem Bericht in der Süddeutschen Zeitung handelt es sich bei dem Skelett um „ein gigantisches Puzzle aus mehreren Exemplaren“ bei denen große Teile rekonstruiert werden mussten. Diese Skelettrekonstruktion wurde im Berliner Museum für Naturkunde aufgestellt, dessen Prunkstück sie seitdem bildet. Für lange Zeit war es das weltweit größte montierte Skelett eines Dinosauriers, und das ist es wieder seit einer 2007 vorgenommenen Neumontage.
Die Tendaguru-Funde führten bereits zu zahlreichen neuen Erkenntnissen über die Dinosaurier, und die wissenschaftliche Auswertung ist noch nicht abgeschlossen. Weitere Gattungen, von denen in der Tendaguru-Formation reichliche Funde gemacht wurden, sind der Stegosaurier Kentrosaurus, der kleine Vogelbeckendinosaurier Dysalotosaurus (auch zu Dryosaurus gestellt), der ungewöhnliche, schlanke Theropode Elaphrosaurus, sowie eine ganze Reihe teils recht vollständiger, teils nur partiell bekannter Sauropoden. Hierzu zählen Dicraeosaurus sattleri und Dicraeosaurus hansemanni, Janenschia robusta und, weniger bekannt, Tornieria africana und Australodocus bohetii. Auch Knochen eines allosauriden Raubdinosauriers wurden gefunden.
Von 1924 bis 1931 setzte das British Museum (Natural History), das heutige Natural History Museum, mit einer eigenen Expedition die deutschen Grabungen am Tendaguru fort, ohne jedoch ähnlich spektakuläre Fossilfunde vorweisen zu können.
Das Berliner Naturkundemuseum führte im August und September 2000 im Rahmen des Deutsch-Tansanischen Tendaguru-Projekts erneut Fossilaufsammlungen am Tendaguru durch. Ziel war die Rekonstruktion der Paläoökosysteme, in denen die Dinosaurier lebten.

## Debatte um die Eigentumsrechte an den Fossilien
Der tansanische Botschafter in Berlin stellte Anfang 2020 die Rückgabe von Fossilien aus Tendaguru sowie weiterer Objekte wie menschlicher Überreste (human remains) zur Debatte. Auch Reparationszahlungen und vor allem binationale Zusammenarbeit stehen zur Debatte. Bereits 1998 war in einem tansanischen Verlag ein Jugendbuch in Swahili erschienen, in dem die Entdeckung der Fossilien von Tendaguru einheimischen Bewohnern zugeschrieben wurde, welche die Fossilien später dem deutschen Ingenieur Sattler aufgezeigt haben könnten.
Der Generaldirektor des Berliner Naturkundemuseums, Johannes Vogel, hält Forderungen nach einer Rückgabe des Giraffatitan an Tansania nicht für gerechtfertigt, da das Skelett kein Natur-, sondern ein Kulturgut darstelle. Dies erklärte er wie folgt: „Er wurde erst in Berlin in jahrzehntelanger wissenschaftlicher Arbeit zu einem Dinosaurier-Modell zusammengesetzt“. Aus diesem Grund stehe er auch seit 2011 im Verzeichnis der national geschützten Kulturgüter.
Im Dezember 2019 unterzeichneten die Universität von Daresalam und das Berliner Naturkundemuseum ein Memorandum of Understanding über die Intensivierung der Zusammenarbeit mit tansanischen Wissenschaftlern.

## Dokumentation
- Dino-Jäger - Auf den Spuren der Urzeit-Giganten. Dokumentation. ZDFinfo, abgerufen am 13. Januar 2025 (ZDF 2022. Ein Film von Stefan Schulze. Fachberatung: Oliver Rauhut. Tendaguru in Minute 24 bis 35 von 44; unter Mitwirkung von Oliver Hampe, Amandus P. Kwekason und Daniela Schwarz).